# Pancyprianisches Gymnasium
Das Pancyprianische Gymnasium (griechisch Παγκύπριον Γυμνάσιον Pangyprion Gymnasion) ist das älteste noch aktive Gymnasium auf Zypern, das 1812 gegründet wurde. Es liegt in der zyprischen Hauptstadt Nikosia.

## Geschichte
An der Stelle der heutigen Schule existierte seit 1753 eine ältere Schule, bekannt als Ellinimouseion (griechisch Ελληνιμουσείον).
Das Pancyprianische Gymnasium wurde 1812 von Erzbischof Kyprianos gegründet, als Zypern noch unter osmanischer Herrschaft stand. Ursprünglich hieß es Elliniki Scholi Lefkosias (griechisch Ελληνική Σχολή Λευκωσίας) und ist das älteste weiterhin betriebene Gymnasium der Insel. Der erste Direktor des Gymnasiums war 1893 Delios Ioannis.
Im Jahr 1893 wurde die Schule auf Initiative von Erzbischof Sophronius III. erweitert, um ein Lyzeum zu integrieren, was sie gleichwertig mit griechischen Gymnasien machte und den Schülern den Zugang zur Universität Athen ermöglichte.
1894 wurde zusätzlich zum Gymnasium eine Schule für Grundschullehrer gegründet, das sogenannte Didaskaleio (griechisch Διδασκάλειο). 1896 erhielt die Schule ihren heutigen Namen.
Schüler der Schule kämpften im Griechischen Unabhängigkeitskrieg, im Griechisch-Türkischen Krieg von 1897, in den Balkankriegen und beteiligten sich am EOKA-Befreiungskampf.

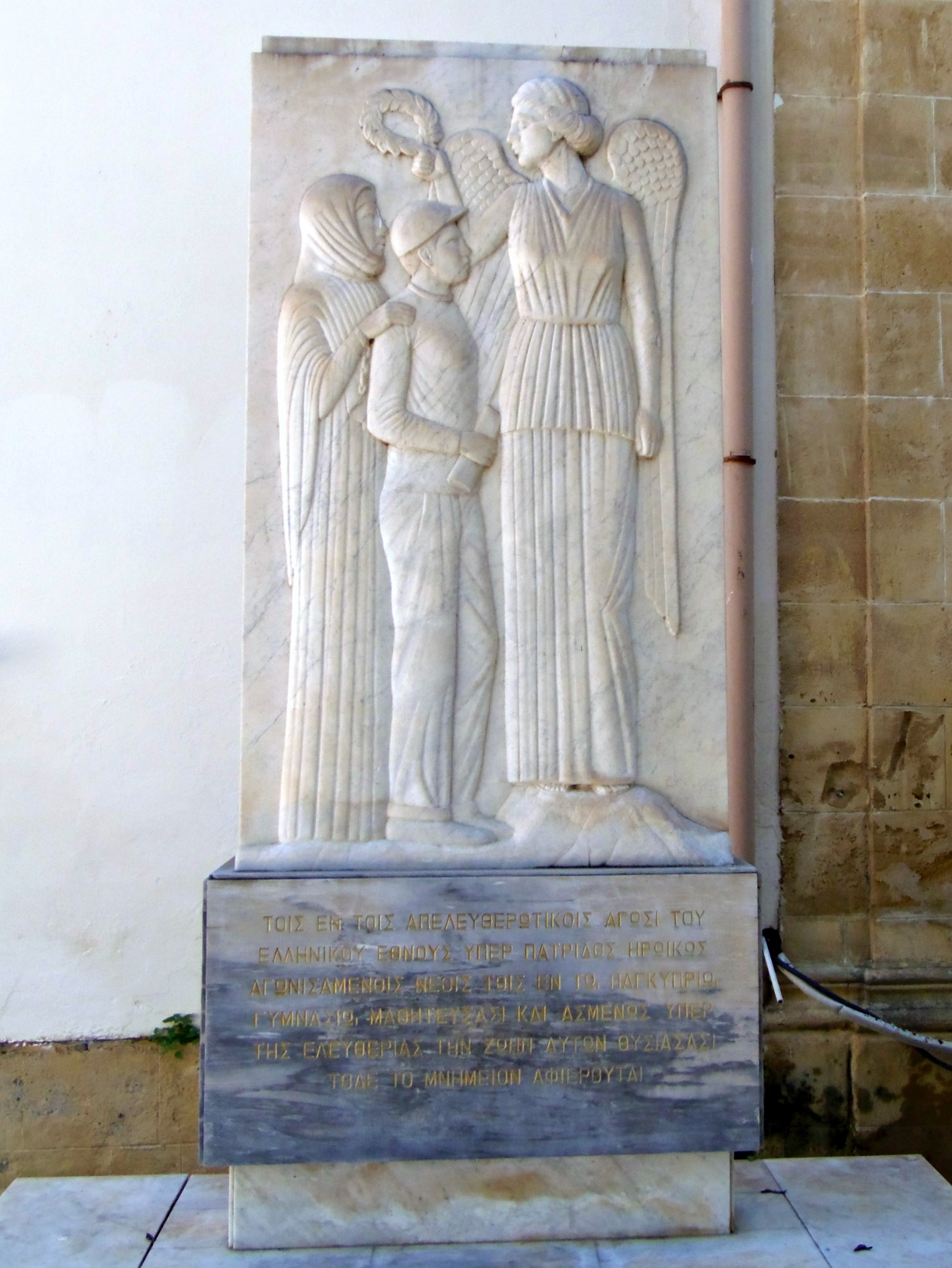
Ehrenstatue für die Studenten-Krieger des Gymnasiums im griechischen Unabhängigkeitskrieg

1993 würdigte die zyprische Post die historische Bedeutung der Schule mit einer Gedenkbriefmarke.

## Schulgelände
Die Schule befindet sich gegenüber dem Erzbistum innerhalb der Stadtmauern der Altstadt von Nikosia. Das ursprüngliche Gebäude wurde 1920 durch ein Feuer zerstört, und Teile der Schule wurden im neoklassizistischen Stil wieder aufgebaut.
Von besonderem historischem Interesse ist die Krypta der Schule, die sich unter dem Haupteingang befindet. Hier soll Erzbischof Kyprianos im frühen 19. Jahrhundert geheime Treffen mit Vertretern der Filiki Eteria abgehalten haben.

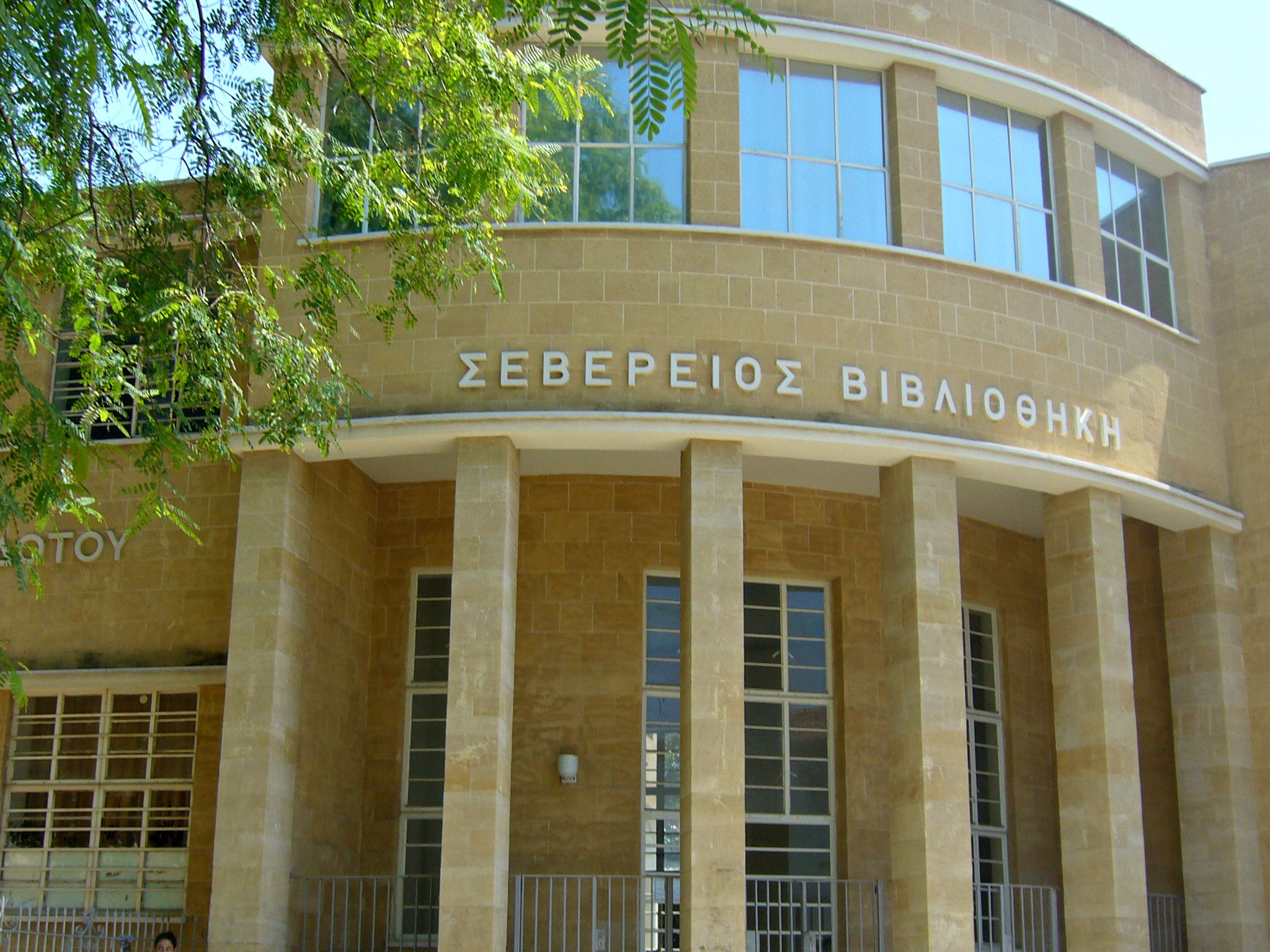
Eingang in die Severios-Bibliothek

Die Schule beherbergt eine umfangreiche Sammlung von Artefakten, Kunstwerken und Büchern. Die Severios-Bibliothek, die 1949 eröffnet wurde, enthält über 60.000 Manuskripte.